# Ліам (фільм)
«Ліам» (англ. Liam) — документальний фільм- розповідь від першої особи, режисера Ісідора Бетель. Це власна історія Ісідори Бетель, коли та переїжджає до Франції після того, як її найкращий друг Ліам помирає у США. Завдяки документальній, перформансній та анімаційній розповіді, виникає примарний портрет Ліама, що спонукає Ісідору поставити під сумнів його стосунки з батьками та його хлопцем у Парижі.
Прем'єра фільму відбулася на фестивалі ЛГБТ-кіно в Парижі в 2018 році, на якому фільм отримав премію журі. 
Франкофонний сервіс потокової передачі Tënk придбав фільм у 2019 році для трансляції.